# Cyphon maharashtraensis
Cyphon maharashtraensis es una especie de coleóptero de la familia Scirtidae.

## Distribución geográfica
Habita en Maharashtra (India).